# DJ Moby
DJ Moby（DJモビー、8月22日 - ）は北部九州のラジオに出演するラジオDJ並びにナレーターである。ディレクターも兼務する事がある。兵庫生まれ、広島育ち。最終学歴は西南学院大学 法学部卒業。

## 概要
1998年にそれまでの銀行マン生活に終止符を打ち、FM福岡で番組DJを始める。
以降フリーのラジオDJとして、Kiss-FM KOBEやFM佐賀などで番組を持つ。また、カモンFMや、北九州博覧祭FMなどのコミュニティ局でも番組を担当。更に、ナレーターとしても活動しており、地元CMや、ヤフードームのホークスビジョンの声なども一部担当。過去には「ジャパネットたかたＴＶショッピング」のナレーションも担当。関連番組を含め、全国にお馴染みの声が露出していた。フジテレビの「水10!～ワンナイR&R」で、打ち切りとなった通販コント「ジャパネットはかた」でも、彼のナレーションを模したパロディーシーンが登場していた。現在は、ラジオディレクターとしての活動も多く、ディレクター勤めたラジオ番組では、ギャラクシー賞を受賞したことがある。

## 人柄・エピソードなど
- モノマネのレパートリーが多数あり、最近のヒットは「サザエさんのタラちゃん」。番組内でもよくしている。普段でも困るとオカマキャラになる。
- Mobyと書いて「モビー」と読ませている。（本来の発音は「モービー」）由来は名字を縮めたもの。たまにアーティストのMOBY（モービー）と間違えられるが、別人。Scoobie Doのドラム「オカモト"MOBY"タクヤ」とも、別人。
- 名前を間違えられやすい。「ボビー」「モリー」「「藻B」など
- 一時変なREMIXをよく作っていた。たまに回す方のDJもする。
- R&Bが好きで、ライヴによく行く。
- 父の仕事の都合で、西宮（兵庫）・山口・北九州・広島・松山・福岡・下関・福岡と各地を転々としていた。
- 最近は沖縄好きで度々来沖している。
- 温泉も大好き。特に野外露天。結構裸族らしい。
- プチ酒豪。ビール好き。ビールがあれば何でもできる。

## 現在担当している番組
- cross fm 「SPIN THE MUSIC」 ナビゲーター
- カモンFM 「GTR」 DJ
- LOVE FM「Brilliant Night」DJ (毎月第1金曜 23:00 - 23:30→毎月第1月曜 21:00 - 21:30)

他にRKBラジオで番組ディレクターも。（#さえのわふる）

## 過去に担当した番組
- FM福岡 「ビート・ジャーキー」 DJ
- Kiss-FM KOBE 「WAKY WAKY RADIO」 サウンドクルー（DJ）
- FM佐賀 「SUNSET POWER JAM」 DJ
- FM佐賀 「SPJ Chart GrandPrix」 DJ
- カモンFM 「BIG FUN COMEON!」 DJ
- 北九州博覧祭FM「ヒビッキーサタデー」 DJ
- 「ジャパネットたかたラジオショッピング」 キャスター （全国各AM局に露出）
- ジャパネットスタジオ242「JAPANET STUDIO 242」 MC
- 日本テレビ 「ポシュレサンデー」 ナレーター
- 「ジャパネットたかたTVショッピング」 ナレーター
- テレビ東京 「ダチョウ倶楽部（他）のお買い物情報」 ナレーター
- 読売テレビ 「モーニングショッピング」 ナレーター
- BS-i 「BS-i TVショッピング」 ナレーター
- BSフジ「めざましテレビ公認・わがまま!気まま!旅気分」レポーター　など